# 太平洋天文學會彙刊
太平洋天文學會彙刊（Publications of the Astronomical Society of the Pacific）是美國太平洋天文學會出版的天文學期刊，每月出刊，內容是天文研究和回顧論文、天文儀器論文和博士論文摘要。

## 概述
該期刊由太平洋天文學會委託芝加哥大學出版社出版，自1899年出刊至今。它和天文物理期刊、天文期刊、天文与天体物理学报、皇家天文學會月報是目前最主要的天文期刊。

## 外部連結
- Journal home page（页面存档备份，存于）